# Joaquim Montenegro
Joaquim Montenegro (? - ?) foi um político brasileiro, que recebeu o título de coronel e foi prefeito por três vezes de Santos. Foi em sua prefeitura que Benedito Calixto desenhou o Brasão de Santos.

## Biografia
O coronel Joaquim Montenegro foi eleito vereador pela primeira vez para o triênio de 1896-1898. Participou do Conselho de Intendência municipal, entre 7 de janeiro de 1896 e 7 de janeiro de 1899. Após a renúncia de Antônio José Malheiros Junior, tornou-se intendente municipal, no dia 4 de maio de 1898.
Ocupou o cargo novamente por mais dois triênios, 1899-1902 e 1914-1916. Em 1919 assumiu o Executivo, como prefeito, até 1925. Em 29 de novembro de 1925, renunciou para ocupar a serventia vitalícia do 8º Ofício. Notável sua atuação no movimento republicano, como de resto em todas as campanhas cívico-políticas que se desenvolveram em Santos.
Após a sua morte, a avenida que margeia o Canal nº 6, oficializada pelo próprio Joaquim Montenegro, recebeu seu nome.